# Line Renaud
Line Renaud, właściwie Jacqueline Enté (ur. 2 lipca 1928 w Nieppe) – francuska piosenkarka i aktorka rewiowa. W latach 50. wyjechała do Stanów Zjednoczonych i występowała w programie radiowym The Bob Hope Show. Od 1963 do 1966 pierwsza gwiazda Casino de Paris przy hotelu Dunes w Las Vegas, jej następczynią była Violetta Villas. W 1954 występowała w Moulin Rouge.

## Filmografia
- 1953: Boum sur Paris jako ona sama
- 2008: Milcząca przeszłość jako Margot Vivier-Lefort
- 2018: La Ch'tite Famille jako Suzanne, matka Valentina
- 2022: Driving Madeleine jako Madeleine Keller, pasażerka taxi